# Laetifulvius morganensis
Laetifulvius morganensis (лат.) — вид клопов, единственный в составе рода Laetifulvius из семейства Слепняки (Miridae). Встречается в Австралии (штат Южная Австралия).

## Описание
Длина тела около 3 мм. Голова красновато-коричневая, I и II членики усиков светло-коричневые; сегмент II беловато-жёлтый на вершине; I губной сегмент красновато-коричневый, II и III сегменты от светло-коричневого до коричневого; переднеспинка равномерно коричневая; щитик преимущественно жёлтый с красновато-коричневым основанием; про- и мезоплевры коричневые; метаплевра беловато-жёлтая с красноватым пятном сверху; заднегрудная область выхода запаховой железы беловато-жёлтая; гемелитрон преимущественно коричневый, кориум с белой овальной отметкой сзади, прилегающей к cuneus; кунеус красновато-коричневый; тазики большей частью беловато-жёлтые; бедра красновато-коричневые с беловато-жёлтыми вершинами; передние и средние голени преимущественно светло-коричневые; базальная часть задней голени красновато-коричневая, вершинная треть или половина её беловато-жёлтая.
Вид был впервые описан в 2021 году и включён в монотипический род Laetifulvius из подсемейства Cylapinae. Видовое название происходит от города Morgan, рядом с типовой местностью.